# Datoga (peuple)
Pour les articles homonymes, voir Datoga.
Les Datooga sont une population d'Afrique australe vivant dans le nord de la Tanzanie.

## Ethnonymie
Selon les sources et le contexte, on observe plusieurs autres formes : Datog, Datoga, Mangati, Tatog, Tatoga, Taturu.

## Langue
Ils parlent le datoga, une langue nilotique, dont le nombre de locuteurs était estimé à 87 000 en 2000.

## Habitat

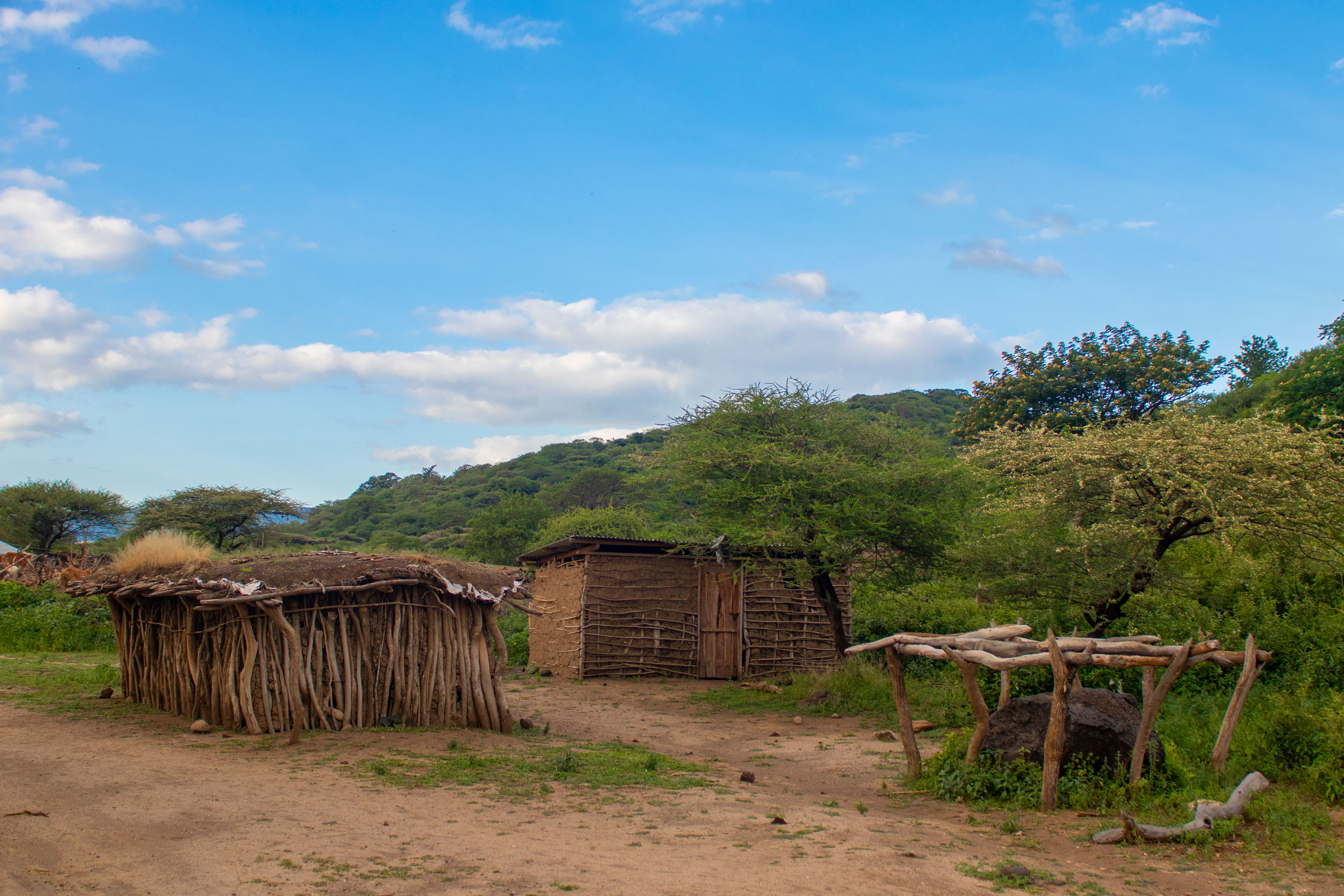
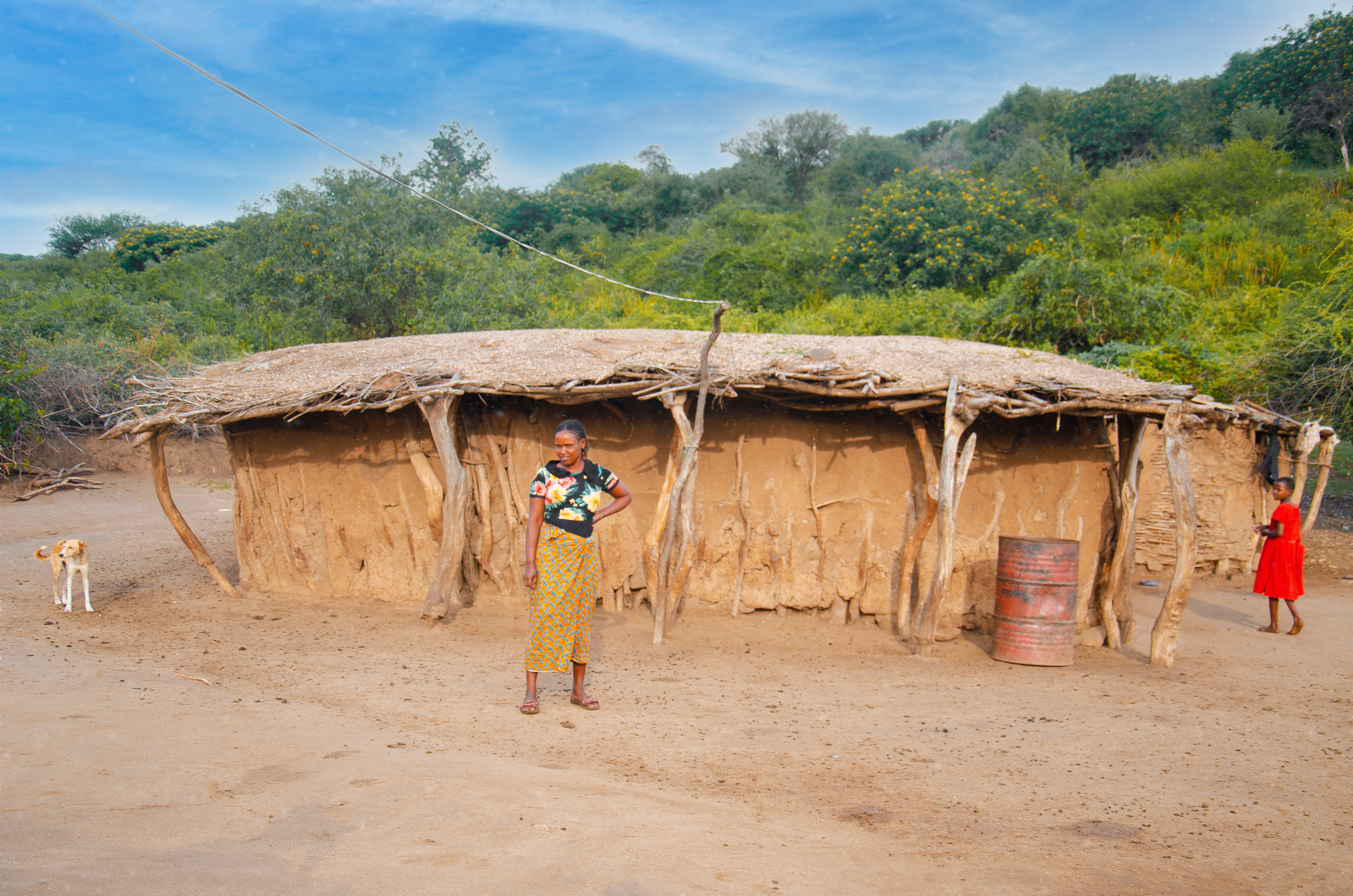
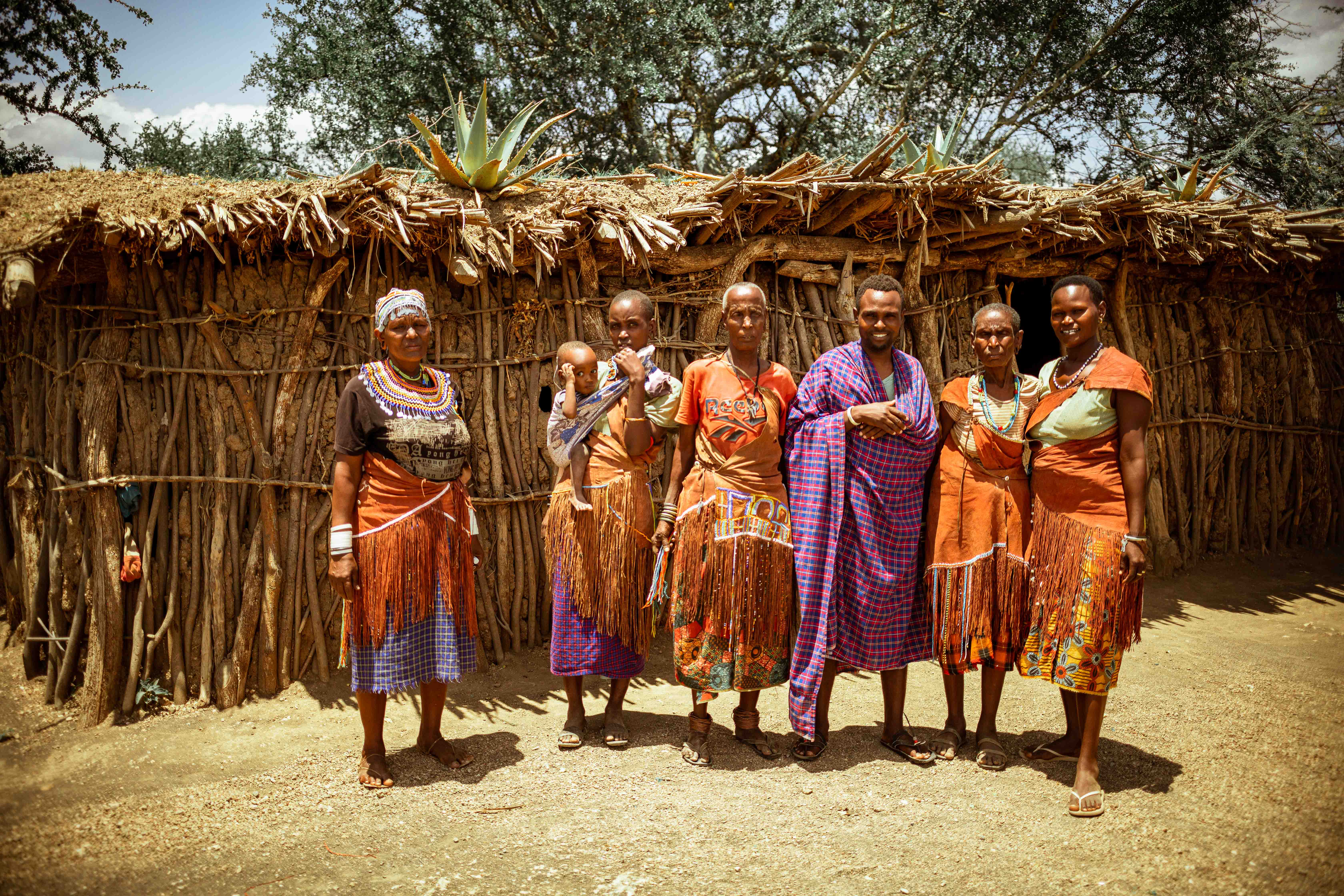
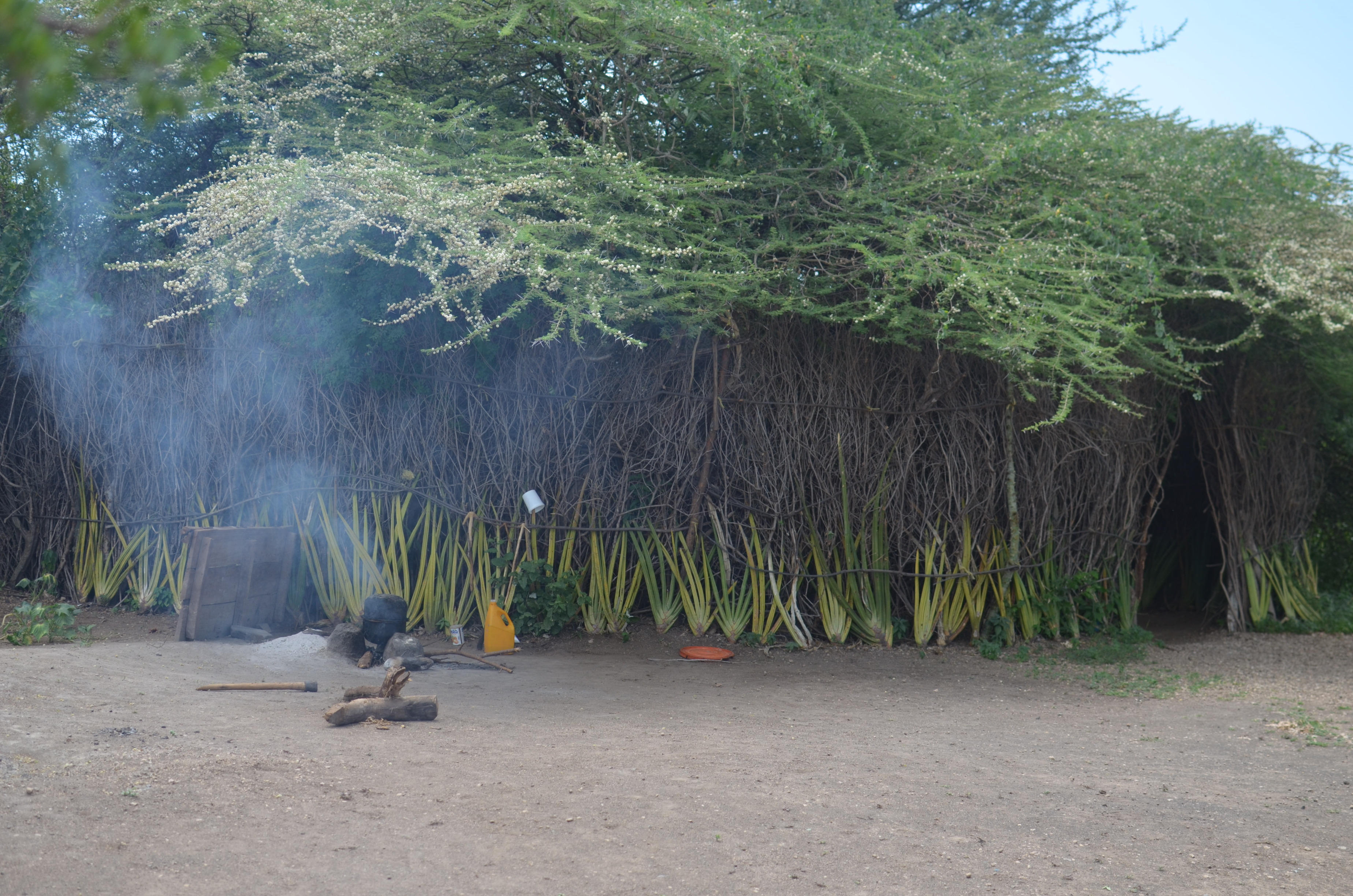
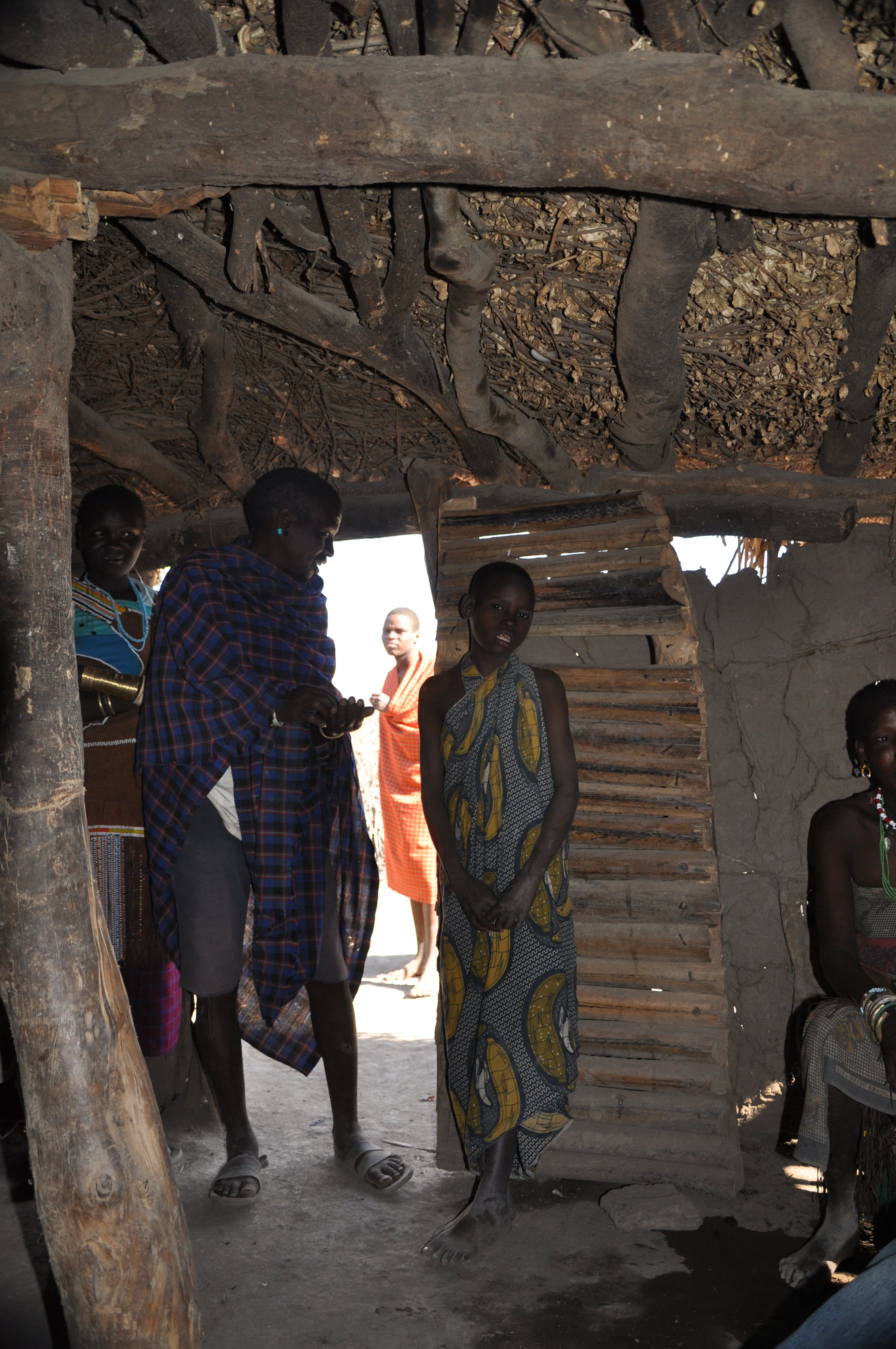

### Filmographie
- Datoga in Tanzania, enregistrements collectés par Laurent Jeanneau alias Kink Gong, Tribal Music Recordings, 2000, 54 min (CD)